# Diócesis de Bauchi
La diócesis de Bauchi (en latín: Dioecesis Bauchiana y en inglés: Roman Catholic Diocese of Bauchi) es una circunscripción eclesiástica de la Iglesia católica en Nigeria. Se trata de una diócesis latina, sufragánea de la arquidiócesis de Jos. Desde el 31 de mayo de 2017 su obispo es Hilary Nanman Dachelem, de los Misioneros Hijos del Inmaculado Corazón de María.

## Territorio y organización
La diócesis tiene 66 102 km² y extiende su jurisdicción sobre los fieles católicos de rito latino residentes en los estados de Bauchi y Gombe.
La sede de la diócesis se encuentra en la ciudad de Bauchi, en donde se halla la Catedral de San Juan Evangelista.
En 2020 en la diócesis existían 28 parroquias.

## Historia
El vicariato apostólico de Bauchi fue erigido el 5 de julio de 1996 con la bula Laudamus Dominum del papa Juan Pablo II, obteniendo el territorio de la arquidiócesis de Jos.
El 12 de diciembre de 2003 el vicariato apostólico fue elevado a diócesis con la bula Actuosae evangelizationis del papa Juan Pablo II.
El 23 de septiembre de 2012 la iglesia de San Juan, en Wunti, fue escenario de uno de los frecuentes atentados terroristas contra lugares de culto en Nigeria, que costó la vida a tres personas.

## Estadísticas
Según el Anuario Pontificio 2021 la diócesis tenía a fines de 2020 un total de 92 620 fieles bautizados.
| Año                                                                             | Población            | Población | Población      | Sacerdotes | Sacerdotes    | Sacerdotes    | Bautizados por sacerdote | Diáconos permanentes | Religiosos | Religiosos | Parroquias |
| Año                                                                             | Bautizados católicos | Total     | % de católicos | Total      | Clero secular | Clero regular | Bautizados por sacerdote | Diáconos permanentes | Varones    | Mujeres    | Parroquias |
| ------------------------------------------------------------------------------- | -------------------- | --------- | -------------- | ---------- | ------------- | ------------- | ------------------------ | -------------------- | ---------- | ---------- | ---------- |
| 1999                                                                            | 75 073               | 4 700 000 | 1.6            | 13         | 11            | 2             | 5774                     |                      | 2          | 3          | 9          |
| 2000                                                                            | 79 078               | 4 831 600 | 1.6            | 16         | 11            | 5             | 4942                     |                      | 5          | 3          | 12         |
| 2001                                                                            | 83 036               | 5 073 180 | 1.6            | 17         | 12            | 5             | 4884                     |                      | 5          | 2          | 12         |
| 2002                                                                            | 61 836               | 5 300 000 | 1.2            | 22         | 15            | 7             | 2810                     |                      | 7          | 6          | 12         |
| 2003                                                                            | 62 454               | 5 353 000 | 1.2            | 21         | 14            | 7             | 2974                     | 1                    | 7          | 5          | 12         |
| 2004                                                                            | 68 699               | 5 406 530 | 1.3            | 22         | 15            | 7             | 3122                     | 1                    | 7          | 6          | 12         |
| 2006                                                                            | 82 317               | 5 711 000 | 1.4            | 23         | 17            | 6             | 3579                     | 8                    | 6          | 7          | 16         |
| 2012                                                                            | 78 000               | 6 467 000 | 1.2            | 36         | 30            | 6             | 2166                     |                      | 9          | 7          | 23         |
| 2015                                                                            | 80 600               | 6 884 000 | 1.2            | 32         | 27            | 5             | 2518                     |                      | 8          | 8          | 23         |
| 2018                                                                            | 87 430               | 7 467 675 | 1.2            | 39         | 35            | 4             | 2241                     |                      | 7          | 7          | 26         |
| 2020                                                                            | 92 620               | 7 910 990 | 1.2            | 41         | 31            | 10            | 2259                     |                      | 14         | 10         | 28         |
| Fuente: Catholic-Hierarchy, que a su vez toma los datos del Anuario Pontificio. |                      |           |                |            |               |               |                          |                      |            |            |            |

## Episcopologio

### Vicario apostólico de Bauchi
- John Francis Moore, S.M.A. † (5 de julio de 1996-12 de diciembre de 2003 nombrado obispo)

### Obispos de Bauchi
- John Francis Moore, S.M.A. † (12 de diciembre de 2003-20 de enero de 2010 falleció)
- Malachy John Goltok † (18 de marzo de 2011-21 de marzo de 2015 falleció)
  - Sede vacante (2015-2017)
- Hilary Nanman Dachelem, C.M.F., desde el 31 de mayo de 2017